# Marie-José Tubiana
Marie José Tubiana, née le 19 novembre  1930, est une ethnographe, photographe et réalisatrice française. 
Spécialiste du Tchad, elle est chargée de recherches à l'URA 1024 du CNRS-INALCO (en 1987) et directrice de recherche honoraire au CNRS en 2006.

## Biographie
Spécialiste du Tchad et du Darfour depuis des dizaines d'années, Marie-José Tubiana se rend au Darfour pour la première fois en 1956. Elle est l'auteur d'une immense documentation ethnographique, cartographique, photographique et filmique sur ce pays. 
Marie-José Tubiana s'engage depuis 2005 à recevoir chez elle les personnes déboutées en première instance du droit d’asile par l’OFPRA : en effet, grâce à sa connaissance historique du pays, elle leur permet la reconstitution précise des parcours et l'établissement légitime des témoignages afin que soit établie la véracité des parcours migratoires et des demandes d'asile.
Elle se marie à Joseph Tubiana (1919-2006) ethnolinguiste, chargé de cours d'amharique à l'INALCO, et responsable de formation au CNRS, avec qui elle consigne un certain nombre d'ouvrages. Elle est également la mère de trois enfants dont Sylvie Tubiana, artiste. Elle a aussi six petits-enfants.

## Publications
- 2008, Hommes sans voix : forgerons du Nord-Est du Tchad et de l'Est du Niger, Editions l'Harmattan

- 2008, Pour mieux connaitre le Tchad, co-écrit avec Joseph Tubiana, Editions l'Harmattan

- 2006,Le code noir et autres textes de lois sur l'esclavage, Editions Sépia[9]

- 2006, Carnets de route au Dar For, Soudan 1965-1970, Editions l'Harmattan

- 2004, Contes Zaghawa du Tchad, co-écrit avec Joseph Tubiana, Editions l'Harmattan
- 2004, Parcours de femmes; les nouvelles élites; entretiens. Editions Sépia
- 2003, Le temps et la mémoire du temps, co-écrit avec Joseph Tubiana, Editions l'Harmattan
- 2002,Les préparations culinaires des céréales au nord du Tchad : polenta, bouillies, crêpes, « douceurs » et bières, Cuisine et Société en Afrique, CAIRN[10]
- 2000,Des troupeaux et des femmes - mariage et transfert de biens chez les beri du Tchad et du Soudan, Editions l'Harmattan
- 1998, Le désir de viande, journal des anthropologues, CAIRN[11]
- 1994,Femmes du Sahel, regards donnés. Editions Sépia[12]

Marie José Tubiana publie également de 1960 à 2003 de nombreux articles dans les Cahiers d'Etudes Africaines, Cahiers de la Méditerranée, Etudes Rurales, Journal d'agriculture traditionnelle et botanique appliquée, Journal des Africanistes, Les Cahiers d'Outre-Mer, Institut d'Ethnologie,.

## Cinéma
1957 : Danses Zaghawa, Tchad, film ethnographique de Marie-José Tubiana, Institut Français.
1964 : Ethiopiques, film ethnographique co-réalisé avec Joseph Tubiana, CNRS audiovisuel.
1995 : Hommes sans voix, film ethnographique de Marie-José Tubiana, CNRS audiovisuel.
Camille Ponsin a réalisé en 2021 un documentaire intitulé La Combattante, sorti en octobre 2022. Il est centré sur le travail de Marie-José Tubiana en faveur des demandeurs d’asile du Darfour,. Ce film a reçu le Grand Prix Documentaire National du Fipadoc en 2022 ainsi que le prix Fleury doc, et Le Monde en regards.